# 물방울 (영화)
물방울(The Blob)은 미국에서 제작된 러셀 S. 더그튼 주니어 감독의 1958년 공포, SF 영화이다. 스티브 맥퀸 등이 주연으로 출연하였고 잭 H. 해리스 등이 제작에 참여하였다.

## 출연

### 주연
- 스티브 맥퀸
- 아네타 코소

### 조연
- 얼 로우
- 올린 하랜드
- 스티븐 체이스
- 존 벤슨
- 조지 카라스
- 엘버트 스미스
- 빈센트 바비
- 제스퍼 디터
- 파멜라 커랜
- 로버트 필즈
- 안소니 프랑케
- 제임스 보넷

## 제작진
- 협력프로듀서: 러셀 S. 더그튼 주니어

## 같이 보기
- 바이너리 라지 오브젝트